# Sunsphere
La Sunsphere (prononcé : [sʌn.sfɪə]) est une tour en treillis de 81,07 mètres, à Knoxville, au Tennessee. Avec une structure en acier de base hexagonale, la sphère sert de tour d'observation et accueille un restaurant panoramique.
Elle a servi de symbole à l'exposition internationale de 1982.